# Jeannine Platz

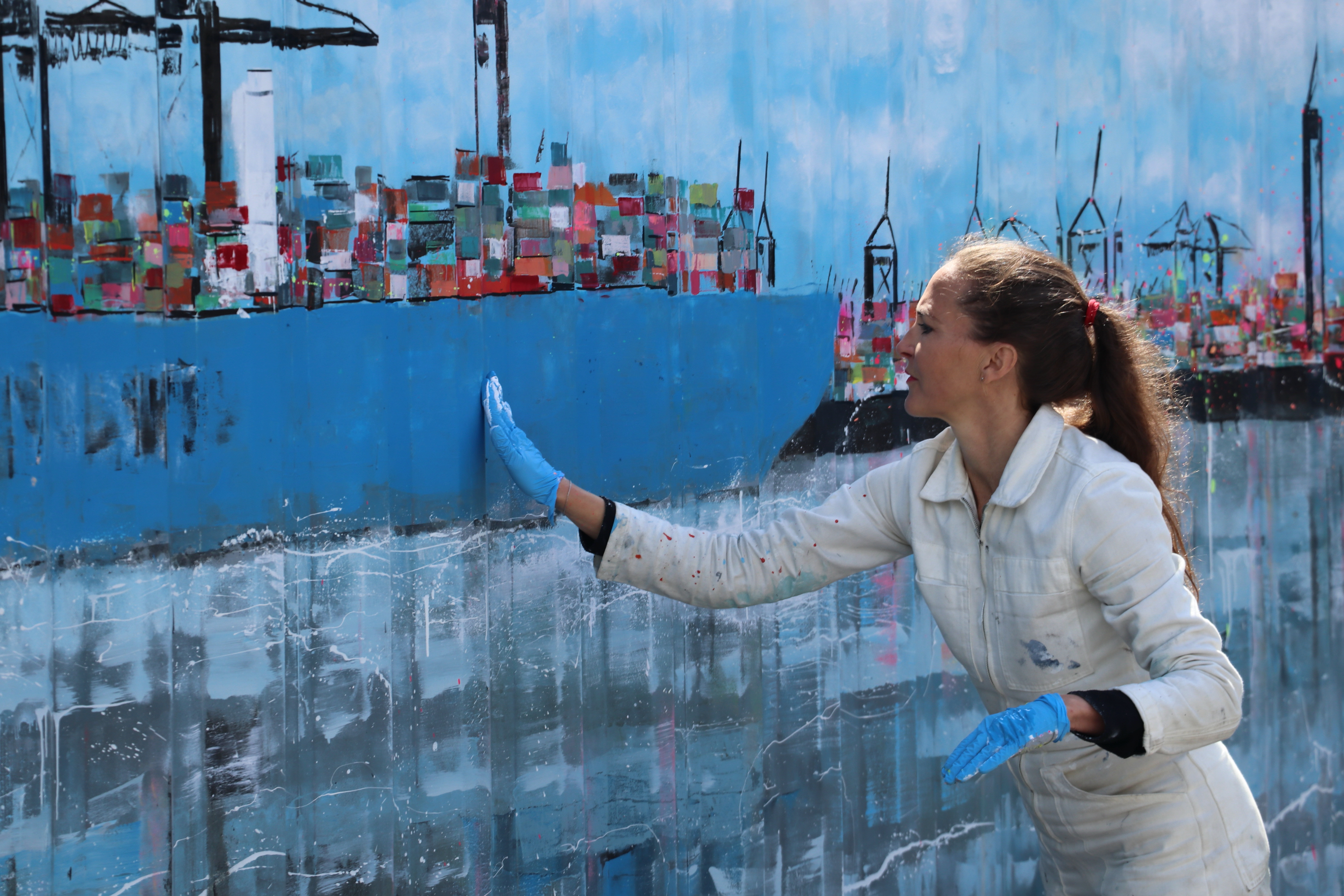
Jeannine Platz (2020)

Jeannine Platz (* 5. Juli 1973 in Hannover) ist eine deutsche Malerin, Kalligrafin und Performancekünstlerin, die in Hamburg wohnt.

## Leben
Jeannine Platz wurde in Hannover geboren und wuchs in ländlicher Umgebung auf. Nach dem Abitur erlernte sie den Beruf der Werbekauffrau, arbeitete später in Hannover als Filmeditorin und TV-Produktionsleiterin. Sie absolvierte ein Moderatorenstudium an der Hanseatischen Akademie für Marketing und Medien (HAMM), studierte anschließend Schauspielerei an der Hamburger Schule für Sprech-und Schauspielkunst, spielte Kindertheater und trat im Ohnsorg-Theater auf. Sie machte zudem 
eine Ausbildung als Synchron- und Hörbuchsprecherin.
Platz hat zwei Töchter und lebt mit ihrer Familie in Hamburg-Ottensen.

## Werk
Themenschwerpunkt der Ölbilder ist der Hamburger Hafen. Besondere Aufmerksamkeit erfuhren ihre Motive „Hafen Hamburg“ und „von oben“. Die Besonderheit ihrer teils sehr großflächigen Ölgemälde besteht darin, dass Jeannine Platz nicht mit dem Pinsel malt, sondern mit ihren Händen, mit Spachtel und Zahnbürste. „Mein Resümee über das Entstehen eines perfekten Bildes ist: Ich werde berührt, von dem was ich sehe, ich berühre mit meinen Händen die Farben und Leinwand und am Ende berührt das Bild den Betrachter.“
Daneben ist Platz als Kalligrafin tätig und versieht auch ihre Ölbilder mit Schrift. In einem Zeitraum von gut zwei Jahren erschuf sie das Projekt „Suite View“, das sie in Kunstkreisen über die Grenzen Deutschlands bekannt machte. Das Werk umfasst 50 Motive aus 31 Ländern. Die erste Gesamtausstellung fand im Mai 2017 im The Westin Hamburg statt.
Nach der Vielfalt an Farben zog Platz in die Welt der Monochromen Malerei. Sie schuf Werke im Nord- und Südpolarmeer und nannte dieses Projekt „The Sound of Ice“. Mit einem Expeditionskreuzfahrtschiff und im Schlauchboot erreichte sie von Ushuaia aus die antarktische Halbinsel. Der russische Eisbrecher 50 Let Pobedy brachte sie von Murmansk  an den Nordpol. Im November 2019 präsentierte sie in der Barlach Halle K in Hamburg erstmals eine Serie von 37 Gemälden, einen Bildband über die Reise und zwei Kurzfilme.

## Ausstellungen

### Einzelausstellungen (Auswahl)
- 2023: Words in Motion - Eine Hommage an die Handschrift - Barlach Halle K, Hamburg
- 2021: Message on a Box - Internationales Maritimes Museum Hamburg
- 2020: Suite View - World’s most spectacular skylines -  Nissis Kunstkantine, Hamburg
- 2020: The Sound of Ice - Le Méridien Hamburg
- 2019: The Sound of Ice - Barlach Halle K, Hamburg
- 2018: Suite View - World’s most spectacular skylines - Kunsthaus Waldsassen
- 2017: Suite View - World’s most spectacular skylines - Metropolitan Gallery, Hamburg
- 2017: Suite View - World’s most spectacular skylines - Theater im Zimmer, Hamburg
- 2017: Suite View - World’s most spectacular skylines -  The Westin Hamburg, Elbphilharmonie, Hamburg
- 2014: Hafensilhouetten - Quartier Sophienterrassen, Hamburg
- 2014: Hamburger Hafen - Hamburger Bahnhof - Museum für Gegenwart, Berlin
- 2014: Hamburger Hafen - Hanse Office, Gemeinsame Vertretung der Freien und Hansestadt Hamburg und des Landes Schleswig-Holstein bei der EU, Brüssel, Belgien

### Teilnahme an Gruppenausstellungen (Auswahl)
- 2023: International Contemporary Art Fair - Paris Expo, Pavillon 5.2, Paris, Frankreich
- 2021: Moon Art Fair Hamburg – The Westin Hamburg, Elbphilharmonie, Hamburg
- 2019: Kunstauktion des Rotary Club Hamburg-Elbe – Deloitte, Hamburg
- 2019:  Harbour Art Fair –- Marco Polo Hongkong Hotel, Hong Kong, China
- 2018: Kunstauktion des Rotary Club Hamburg-Elbe – Deloitte, Hamburg
- 2017: Ein Moment immerwährende Ewigkeit – Kulturfinca Son Bauló, Lloret de Vitalere, Spanien
- 2017: Von oben – Galerie im Elysée, Hamburg
- 2015: Kunstauktion des Rotary Club Hamburg-Elbe – Deloitte, Hamburg
- 2015:  Affordable Art Fair – Hamburg Messe, Hamburg
- 2014: Arlit – Galerie der Gegenwart, Hamburger Kunsthalle
- 2014: Kunstauktion des Rotary Club Hamburg-Elbe – Deloitte, Hamburg
- 2014: „40 x 40 x 40“ mit art goes public – Galerie im Levantehaus, Hamburg

## Preise, Nominierungen
- 2015: Nominiert für den Kunstpreis „Altonale“ zum Thema Solidarität
- 2013: Kinderhörbuch-Preis Hörkulino für „Gespenster gibt es doch“[7] (Mitwirkung als Sprecherin)
- Mitwirkende des Wettbewerb-Beitrags „Friedrich Schütter Preis 2001“
- Nominiert für die 20. Hörbuchfolge „Ponyfee“

## Publikationen
Jeannine Platz ist Autorin und Herausgeberin der folgenden Bücher:
- Suite View - World’s most spectacular skylines, GUDBERG NERGER GmbH, 2017, ISBN 978-3-945772-31-7.
- The Sound of Ice, GUDBERG NERGER GmbH, 2019, ISBN 978-3-945772-62-1.